# Flibco
Flibco, auch bekannt als Flibco.com oder Flibtravel International, ist ein öffentliches Verkehrsunternehmen, das kurz- bis mittlere Buslinien zu Flughäfen insbesondere in Europa betreibt. Flibco ist Teil der Sales-Lentz Group (SLG). Das Unternehmen ist in Deutschland, Belgien, Luxemburg, den Niederlanden, Ungarn, Italien und dem Vereinigten Königreich tätig.

## Geschichte
Das Unternehmen spezialisiert sich in Zusammenarbeit mit lokalen Busunternehmen auf Flughafenbus-Dienstleistungen.

### Deutschland
Das Unternehmen nahm etwa 2006 Buslinien zum Flughafen Frankfurt-Hahn in Betrieb, etwa zur gleichen Zeit, als die Billigfluggesellschaft Ryanair begann, diesen abgelegenen Flughafen anzufliegen.

### Belgien
In Belgien hat Flibco Linien zum Flughafen Brüssel-Charleroi eingeführt, der schlecht an den lokalen öffentlichen Verkehr angebunden ist. Zunächst war der Service nur vom Brüsseler Südbahnhof verfügbar, wurde aber später auf Verbindungen von Brügge, Gent, Arlon, Mons, Antwerpen (BE), Breda, Tilburg (NL), Lille (FR) und Luxemburg (LU) ausgeweitet. 2019 beförderte das Unternehmen 25 % der Reisenden an diesem Flughafen.

### Italien
Seit 2019 ist Flibco auf dem italienischen Markt präsent und gründete das Unternehmen FlibTravel International Italy SRL mit Hauptsitz in Mailand. Derzeit führt es Busverbindungen zwischen dem Mailänder Hauptbahnhof und dem Flughafen Orio al Serio, zwischen Malpensa und Turin, dem Flughafen Turin und Turin sowie zwischen der Stadt Florenz und dem Flughafen Pisa durch.

### Vereinigtes Königreich
Am 1. April 2025 begann Flibco den Betrieb im Vereinigten Königreich und bietet einen Busservice zwischen dem Flughafen London-Stansted und London, speziell zu den Bahnhöfen Stratford und Liverpool Street, mit einer 30-Minuten-Taktung an. Flibco gibt an, von weiteren britischen Flughäfen aus operieren zu wollen.